# Chynów (województwo łódzkie)
Chynów – wieś w Polsce położona w województwie łódzkim, w powiecie bełchatowskim, w gminie Drużbice.
Miejscowość stanowiła kiedyś własność biskupów kujawskich.
W latach 1975–1998 miejscowość administracyjnie należała do województwa piotrkowskiego.
Przez miejscowość przebiega droga wojewódzka nr 473.
Przepływa przez nią także struga Mała Widawka, dopływ Grabi. Nad Małą Widawką w Chynowie znajduje się zabytkowy młyn wodny.